# Archibald Primrose, V conte di Rosebery
Archibald Philip Primrose, V conte di Rosebery (Londra, 7 maggio 1847 – Epsom, 21 maggio 1929), è stato un nobile e politico britannico.
Ha fatto parte del Partito Liberale ed è stato Primo ministro del Regno Unito dal 5 marzo 1894 al 25 giugno 1895.
Fronteggiò la spinta russa in Asia e la penetrazione francese in Africa. Fu rovesciato dalla carica di primo ministro dagli unionisti contrari alla Home rule irlandese nel 1895.
Dopo essere stato per breve tempo leader dell'opposizione lasciò la carica perché in disaccordo con William Ewart Gladstone nel 1896, disaccordo rinnovatosi nel 1906 quando i liberali tornarono al potere nei confronti dei programmi radicali di David Lloyd George. Allo scoppio della prima guerra mondiale si riconciliò con il Governo.

## Biografia

### Infanzia ed educazione
Archibald Philip Primrose nacque nella casa di famiglia in Charles Street, Londra, il 7 maggio 1847. Suo padre, erede del IV conte di Rosebery, era conosciuto col titolo di cortesia di Lord Dalmeny, ed era deputato per la circoscrizione di Stirling dal 1832 sino al 1847, avendo già prestato servizio come Primo Lord dell'Ammiragliato nel governo di Lord Melbourne. Sua madre, Wilhelmina, era figlia di Philip Henry Stanhope, IV conte di Stanhope. Lord Dalmeny morì il 23 gennaio 1851 ed il suo titolo di cortesia passò al figlio che divenne quindi anche erede al contado del nonno. Nel 1854 sua madre si risposò con Harry Powlett, IV duca di Cleveland, ma questo passo della vita di famiglia rimase indifferente ad Archibald il quale non aveva molti rapporti con la madre, mentre aveva ottimi rapporti con la sorella maggiore. Lord Dalmeny frequentò le scuole preparatorie nell'Hertfordshire ed a Brighton.
Archibald frequentò poi il college di Eton dal 1860 al 1865 ove ebbe modo di mostrare il proprio rimarchevole intelletto nei dibattiti, attirando l'attenzione di William Johnson Cory col quale mantenne sempre stretti legami. Dal 1865 e fino al 1869, Archibald studiò al Christ Church di Oxford. Il suo spirito però l'avrebbe presto condotto su altri lidi: egli decise infatti nel 1868 di acquistare un cavallo, cosa proibita agli studenti del college, e quando venne scoperto gli vennero offerte due possibilità, vendere il cavallo o continuare i propri studi. Egli decise di optare per quest'ultima soluzione.

### Ascesa alla Contea
Alla morte del nonno nel 1868, lord Dalmeny divenne Conte di Rosebery, sebbene questo titolo non gli consentisse di sedere alla Camera dei Lords in quanto parte della Parìa di Scozia di cui solo 16 membri scelti venivano integrati nella Camera dei Lord inglese. Ad ogni modo, nel 1828, il nonno di Rosebery era stato creato anche I Barone Rosebery nella Parìa del Regno Unito, il che consentì dunque a suo nipote di sedere tra i pari inglesi.
Rosebery si dedicò dunque a viaggiare per gli Stati Uniti nel 1873 ove rimase sino al 1876. Tornato in patria venne costretto a sposarsi con Marie Fox, figlia illegittima di Lord Holland. Ad ogni modo, Marie aveva appena sedici anni all'epoca e Archibald decise di declinare l'offerta ed ella successivamente sposò il Principe Aloisio del Liechtenstein.
Fu in questa occasione che Rosebery si lasciò scappare con gli amici commenti divertenti sulla sua visione della vita. Per lui tre erano i punti essenziali per essere felici: vincere il Derby, sposare una ricca ereditiera e divenire primo ministro. Egli riuscirà nella sua vita a raggiungere tutti e tre gli scopi.

### Matrimonio
Nel 1878 Rosebery sposò Hannah, unica figlia del banchiere ebraico Barone Mayer de Rothschild, una delle più grandi ereditiere d'Inghilterra. Suo padre era morto nel 1874, lasciandole tutto il suo patrimonio e la sua residenza. Il matrimonio ebbe luogo alla Board of Guardians in Mount Street, Londra, il 20 marzo 1878,.Lo sposo aveva 31 anni, la sposa invece 27. 
Il matrimonio venne benedetto con cerimonia cristiana nella Christ Church, Down Street, Piccadilly. Nel gennaio di quell'anno, Rosebery scrisse a un amico "Hannah è una donna molto semplice, molto intelligente, di buon cuore e molto riservata... Non avrei potuto desiderare un carattere migliore per mia moglie." 
Alla cerimonia partecipò il figlio della regina Vittoria, il Principe di Galles e il cugino, il comandante d'esercito Giorgio, duca di Cambridge. Hannah morì nel 1890 di tifo.

### Primi anni in politica
A Eton, Rosebery si prodigò in un discorso nel quale attaccava lo storico re Carlo I d'Inghilterra per il suo dispotismo, giungendo invece a lodare l'operato del partito Whig di cui tra l'altro un suo antenato, James Stanhope, I conte Stanhope, era stato esponente e ministro di Giorgio I di Gran Bretagna.
Benjamin Disraeli si incontrò sovente con Rosebery negli anni settanta dell'Ottocento cercando di convincerlo a divenire membro del partito conservatore, ma ciò fu inutile. Il principale rivale di Disraeli, William Ewart Gladstone, riuscì invece ad accaparrarsi la fiducia del giovane Rosebery che lo appoggiò nelle sue azioni politiche., in particolare per l'elezione di Gladstone a parlamentare per la circoscrizione di Midlothian e poi nella sua campagna per divenire primo ministro.
Grato dell'appoggio accordatogli e degli sforzi compiuti, Gladstone nella sua terza premiership nominò Rosebery al ruolo di segretario di Stato per gli affari esteri nel 1886, e fu anche primo consigliere del consiglio della Contea di Londra dal 1889.
Egli prestò servizio come presidente del Co-operative Congress dal primo giorno di apertura dello stesso nel 1890.
Nel secondo periodo di reggenza della carica di segretario di Stato per gli affari esteri da parte di Rosebery, furono evidenti i conflitti con la Francia sul territorio dell'Uganda. Citando il suo eroe di riferimento, Napoleone, Rosebery disse: "il padrone dell'Egitto è il padrone dell'India" e pertanto portò avanti una politica di espansione in Africa.
Rosebery sostenne anche il Second Home Rule Bill di Gladstone alla Camera dei Lords anche se questo venne bocciato nell'autonno del 1893.

### Primo ministro
Rosebery divenne leader della fazione imperialista del partito liberale e quando Gladstone si ritirò nel 1894, Rosebery gli succedette come primo ministri, con gran dispiacere di Sir William Harcourt, Cancelliere dello Scacchiere e leader dei liberali più di sinistra. La scelta ricadde su Rosebery essenzialmente per il fatto che la Regina Vittoria non era favorevole agli altri liberali.
Il governo di Rosebery fu per la maggior parte di esso un fallimento acclarato. I disegni della sua politica estera, tra i quali figurava l'espansione della flotta, furono affossati dall'opposizione del partito liberale, mentre gli unionisti alla camera dei Lords si opposero alla sua politica interna.
Secondo il suo biografo, Robert Rhodes James, Rosebery perse rapidamente interesse nella conduzione del governo. Nell'ultimo anno della sua premiership, egli iniziò anche a soffrire di insonnia per le preoccupazioni che gli davano i continui dissensi col suo gabinetto di governo.
Il 22 giugno 1895 decise coi propri ministri di rassegnare le proprie dimissioni alla regina la quale invitò il leader degli unionisti, Lord Salisbury, a formare un nuovo governo che mantenne il potere per i successivi dieci anni.

### Ultimi anni e morte
Rosebery si dimise anche da leader del partito liberale il 6 ottobre 1896 e venne succeduto da Harcourt, e gradualmente si allontanò dal partito. Egli supportò dall'esterno la seconda guerra boera e si oppose all'Home Rule irlandese, posizioni che gli impedirono di rientrare in politica quando i liberali tornarono al potere nel 1905. Negli ultimi anni si dedicò alla scrittura realizzando biografie di William Pitt il Vecchio e William Pitt il Giovane, Napoleone e Lord Randolph Churchill. Un'altra delle sue passioni fu quella di collezionari libri.
Gli ultimi anni videro anche lord Rosebery divenire un profondo critico del governo liberale di Henry Campbell-Bannerman e di Asquith. La sua crociata "per la liberazione dalla burocrazia, dalla tirannia democratica e dalla legislazione di classe, nonché dal socialismo" lo lasciò solitario tra i lords. Egli appoggiò gli unionisti nell'attaccare il People's Budget di David Lloyd George del 1909. Questa crisi provocò la reazione negativa dei lords sul budget ed incoraggiò a reintrodurre nuove soluzioni proposte dai lords, ma portarono alla dissoluzione del parlamento nel dicembre del 1910. Dopo aver giudicato come "ingiudicabile, rivoluzionario e partigiano" il 1911 Parliament Bill, - che propose di vietare il veto dei lords - il fallimento della sua contrarietà pose fine alla sua vita pubblica, anche se fece altre apparizioni pubbliche in supporto della prima guerra mondiale. Lloyd George a questo punto gli offrì "un incarico di peso" nella coalizione del 1916, ma lord Rosebery declinò l'offerta.
L'ultimo anno della guerra funestò la famiglia di Primrose con due tragici eventi tra cui la morte del figlio Neil in Palestina nel novembre del 1917 e un infarto che colpì Rosebery stesso a seguito dell'armistizio con la Germania. Dopo poco, egli riprese le sue facoltà mentali, ma non i movimenti, né l'udito né la vista. Sua sorella, Costanza, descrisse gli ultimi anni come "una vita di totale inattività, nella più totale cecità "; John Buchan lo ricordò nel suo ultimo mese di vita, "sfiancato nel corpo e nell'anima" e "rimaneva in un tristo e meditante silenzio". Rosebery morì a The Durdans, Epsom, Surrey, il 21 maggio 1929 per poi venire sepolto nella piccola chiesa di Dalmeny.

## Discendenza
Rosebery e Hannah de Rothschild ebbero quattro figli:
- Sybil Myra Caroline Primrose (1879–1955), che sposò sir Charles Grant (1877–1950);
- Margaret Etrenne Hannah Primrose, soprannominata Peggy, (1881–1967),[8] che nel 1899 sposò Robert Crewe-Milnes, I marchese di Crewe (1858–1945);
- Harry Primrose, VI conte di Rosebery (Albert Edward Harry Meyer Archibald) (gennaio 1882 – 1974), prestò servizio come Segretario di Stato per la Scozia nel 1945;
- Neil James Archibald Primrose (dicembre 1882 – 1917), sposò lady Victoria Stanley; ucciso in azione in Palestina.

## Ascendenza
|                                             |                                         |                                       | Genitori                            |  |  | Nonni |  |  | Bisnonni                             |  |  | Trisnonni                            |  |
|                                             |                                         |                                       |                                     |  |  |       |  |  | Neil Primrose, III conte di Rosebery |  |  | James Primrose, II conte di Rosebery |  |
|                                             |                                         |                                       |                                     |  |  |       |  |  | Neil Primrose, III conte di Rosebery |  |  | James Primrose, II conte di Rosebery |  |
|                                             |                                         | Mary Campbell                         |                                     |  |  |       |  |  | Neil Primrose, III conte di Rosebery |  |  |                                      |  |
| Archibald Primrose, IV conte di Rosebery    |                                         |                                       |                                     |  |  |       |  |  | Neil Primrose, III conte di Rosebery |  |  |                                      |  |
|                                             |                                         | Mary Vincent                          | Francis Vincent, VII baronetto      |  |  |       |  |  |                                      |  |  |                                      |  |
|                                             |                                         | Mary Vincent                          | Francis Vincent, VII baronetto      |  |  |       |  |  |                                      |  |  |                                      |  |
|                                             |                                         | Mary Vincent                          | Mary Howard                         |  |  |       |  |  |                                      |  |  |                                      |  |
| Archibald Primrose, lord Dalmeny            |                                         | Mary Vincent                          |                                     |  |  |       |  |  |                                      |  |  |                                      |  |
|                                             |                                         | Bartholomew Bouverie                  | William Bouverie, I conte di Radnor |  |  |       |  |  |                                      |  |  |                                      |  |
|                                             |                                         | Bartholomew Bouverie                  | William Bouverie, I conte di Radnor |  |  |       |  |  |                                      |  |  |                                      |  |
|                                             |                                         | Bartholomew Bouverie                  | Rebecca Alleyne                     |  |  |       |  |  |                                      |  |  |                                      |  |
| Harriet Bouverie                            |                                         | Bartholomew Bouverie                  |                                     |  |  |       |  |  |                                      |  |  |                                      |  |
|                                             |                                         | Mary Wyndham Arundell                 | James Everard Arundell              |  |  |       |  |  |                                      |  |  |                                      |  |
|                                             |                                         | Mary Wyndham Arundell                 | James Everard Arundell              |  |  |       |  |  |                                      |  |  |                                      |  |
|                                             |                                         | Mary Wyndham Arundell                 | Ann Wyndham                         |  |  |       |  |  |                                      |  |  |                                      |  |
| Archibald Primrose, V conte di Rosebery     |                                         | Mary Wyndham Arundell                 |                                     |  |  |       |  |  |                                      |  |  |                                      |  |
|                                             | Charles Stanhope, III conte di Stanhope | Philip Stanhope, II conte di Stanhope |                                     |  |  |       |  |  |                                      |  |  |                                      |  |
|                                             | Charles Stanhope, III conte di Stanhope | Philip Stanhope, II conte di Stanhope |                                     |  |  |       |  |  |                                      |  |  |                                      |  |
|                                             | Charles Stanhope, III conte di Stanhope | Grizel Hamilton                       |                                     |  |  |       |  |  |                                      |  |  |                                      |  |
| Philip Henry Stanhope, IV conte di Stanhope | Charles Stanhope, III conte di Stanhope |                                       |                                     |  |  |       |  |  |                                      |  |  |                                      |  |
|                                             |                                         | Louisa Grenville                      | Henry Grenville                     |  |  |       |  |  |                                      |  |  |                                      |  |
|                                             |                                         | Louisa Grenville                      | Henry Grenville                     |  |  |       |  |  |                                      |  |  |                                      |  |
|                                             |                                         | Louisa Grenville                      | Margaret Eleanor Banks              |  |  |       |  |  |                                      |  |  |                                      |  |
| Wilhelmina Stanhope                         |                                         | Louisa Grenville                      |                                     |  |  |       |  |  |                                      |  |  |                                      |  |
|                                             |                                         | Robert Smith, I barone Carrington     | Abel Smith                          |  |  |       |  |  |                                      |  |  |                                      |  |
|                                             |                                         | Robert Smith, I barone Carrington     | Abel Smith                          |  |  |       |  |  |                                      |  |  |                                      |  |
|                                             |                                         | Robert Smith, I barone Carrington     | Mary Bird                           |  |  |       |  |  |                                      |  |  |                                      |  |
| Catherine Lucy Smith                        |                                         | Robert Smith, I barone Carrington     |                                     |  |  |       |  |  |                                      |  |  |                                      |  |
|                                             |                                         | Anne Boldero-Barnard                  | Lewyns Boldero-Barnard              |  |  |       |  |  |                                      |  |  |                                      |  |
|                                             |                                         | Anne Boldero-Barnard                  | Lewyns Boldero-Barnard              |  |  |       |  |  |                                      |  |  |                                      |  |
|                                             |                                         | Anne Boldero-Barnard                  | Anne Popplewell                     |  |  |       |  |  |                                      |  |  |                                      |  |
|                                             |                                         | Anne Boldero-Barnard                  |                                     |  |  |       |  |  |                                      |  |  |                                      |  |